# Stelletta atrophia
Stelletta atrophia är en svampdjursart som beskrevs av Kazuo Hoshino 1981. Stelletta atrophia ingår i släktet Stelletta och familjen Ancorinidae.
Artens utbredningsområde är havet kring Japan. Inga underarter finns listade i Catalogue of Life.